# Église de la Vierge de Fresnes-en-Tardenois
L'église de la Vierge est une église située à Fresnes-en-Tardenois, en France.

## Localisation
L'église est située sur la commune de Fresnes-en-Tardenois, dans le département de l'Aisne.